# Palazzo Capponi Stampa

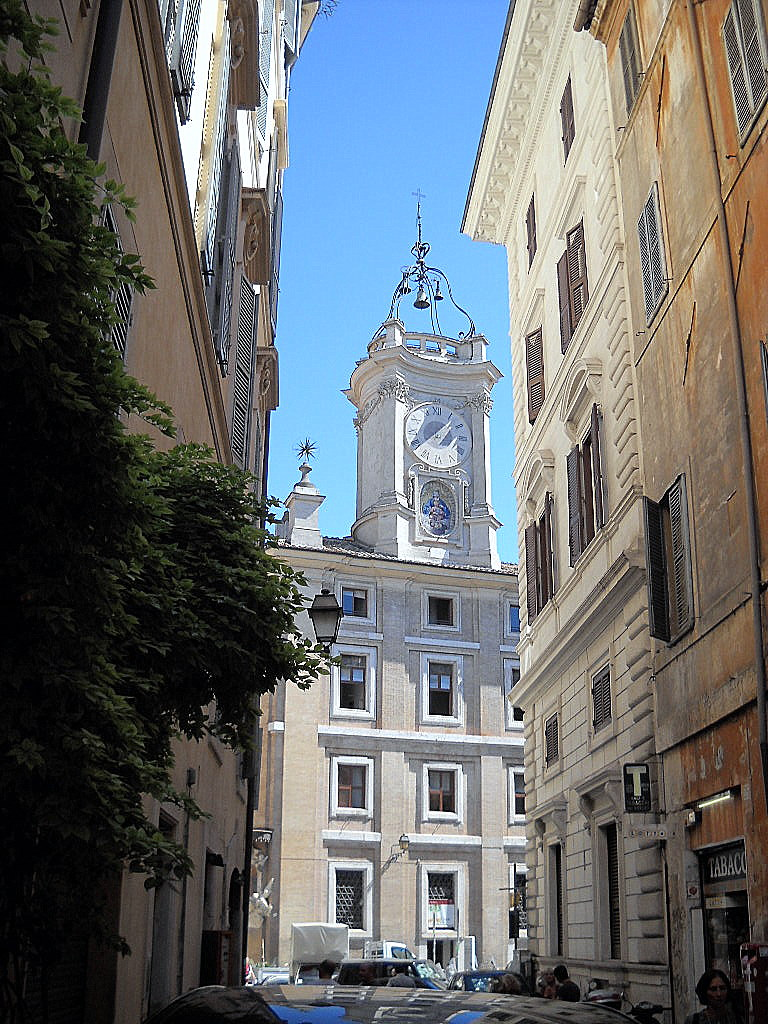
Nesta vista da Via dei Banchi Nuovi na direção da Piazza dell'Orologio, o Palazzo Capponi Stampa é o da esquerda.

Palazzo Capponi Stampa, conhecido também como Palazzo Orsini Capponi Pediconi, é um palácio localizado na esquina da Via dei Banchi Nuovi com a Via degli Orsini, no rione Ponte de Roma, de frente para a Piazza dell'Orologio.

## História
Este palácio inicialmente pertencia aos Orsini, que eram proprietários de um palácio-fortaleza nas imediações, e depois passou para os Capponi, uma importante família florentina. Sua elegante decoração em estuque foi acrescentada pelos Stampa, uma família de Milão, no início do século XVIII.
Neste palácio nasceu Eugenio Pacelli, futuro papa Pio XII.